# Anne-Charles Lorry

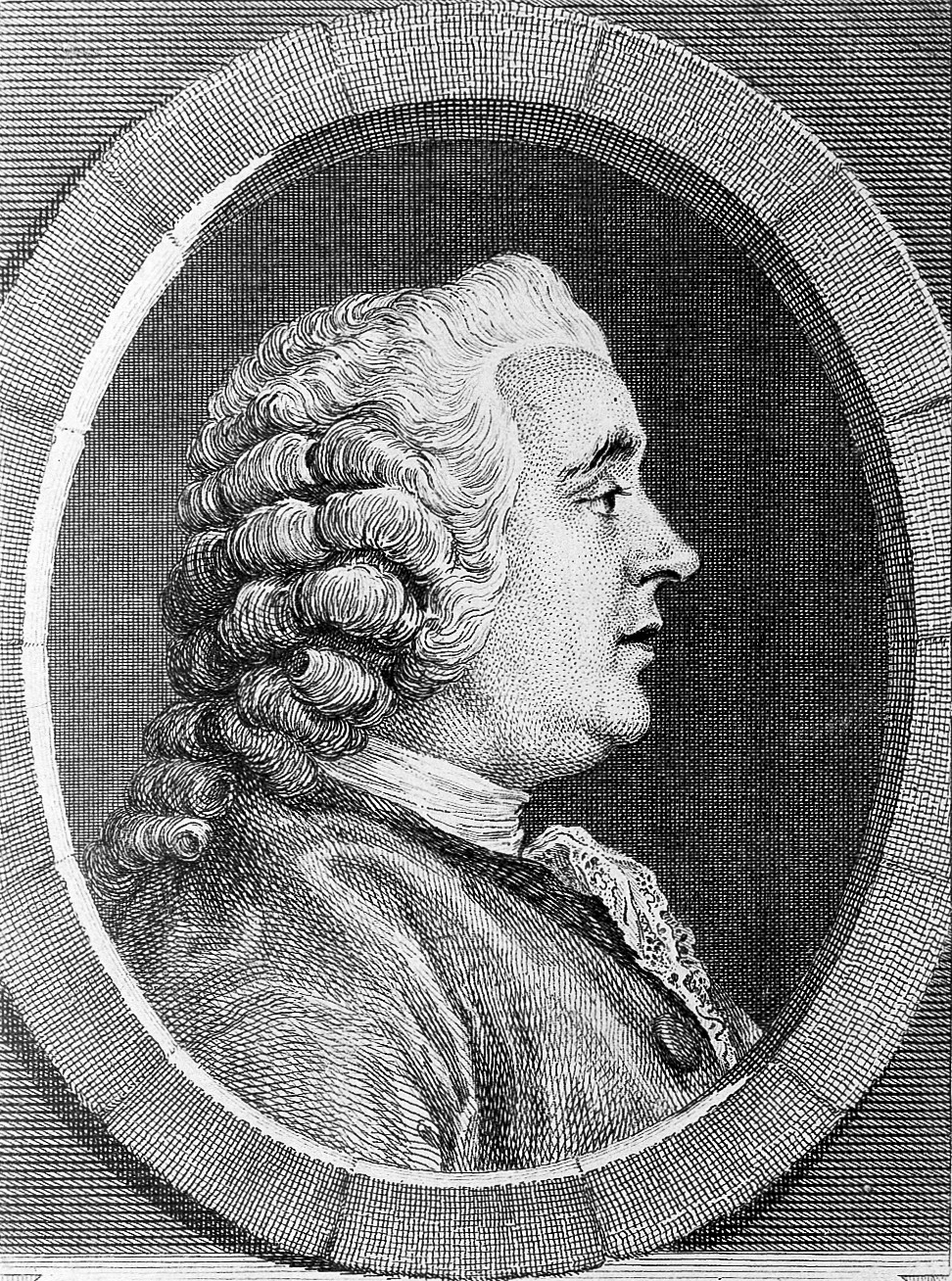
Anne-Charles Lorry

Anne-Charles Lorry (* 10. Oktober 1726 in Crosne; † 18. September 1783 in Bourbonne-les-Bains) war ein französischer Arzt.

## Leben und Wirken
Als Sohn des François Lorry, eines angesehenen Professors der Juristischen Fakultät an der Pariser Universität, erhielt Anne-Charles Lorry eine vorzügliche Ausbildung, welche durch Charles Rollin gelenkt wurde. In seiner Medizinausbildung hörte er vor allem die Vorlesungen von Jean Astruc und Antoine Ferrein. In Paris wurde er 1748 promoviert und hatte bald eine Praxis, die von prominenten Patienten aufgesucht wurde.
Lorrys Hauptwerk ist seine Abhandlung über die Hautkrankheiten („Tractatus de morbis cutaneis“ 1777). Er versuchte darin, das Chaos bei der Einteilung der Hautkrankheiten aufzulösen, und teilte die Hautkrankheiten in zwei Hauptgruppen:
1. Eine Gruppe mit Hauterscheinungen, die durch Ausstoßung eines latent im Organismus vorhandenen Schadstoffes entsteht, mit zwei Untergruppen, die sich dadurch unterscheiden, ob das Leiden alle Körperteile oder nur bestimmte Körperabschnitte ergreift.
2. Eine Gruppe mit Hautkrankheiten, die in der Haut selbst entstehen, mit zwei Untergruppen, die sich dadurch unterscheiden, ob das Leiden irgendwo auf der Haut oder an spezifischen Körperstellen entsteht.

Lorry litt seit langem an wiederholten Gichtanfällen. 1780 wurde er durch einen Schlaganfall gezwungen, seine Praxis aufzugeben. Vergeblich suchte er Heilung in Bourbonne-les-Bains.

## Werke (Auswahl)
- Essai sur les alimens, pour servir de commentaire aux livres diététiques d’Hippocrate. Vincent, Paris 1754, (Digitalisat). Neue Auflage in 2 Bänden, Paris 1757, Band I (Digitalisat) Band II (Digitalisat)
- De Melancholia et Morbis Melancholicis. P. G. Cavelier, Paris 1765, Band I (Digitalisat) Band II (Digitalisat)
- Tractatus de morbis cutaneis. Paris 1777.
  - Christian Friedrich Held (Übersetzer). Abhandlung von den Krankheiten der Haut. S. L. Crusius, Leipzig 1779 Band I (Digitalisat) Band II (Digitalisat)
- Jean Noël Hallé (Hrsg.). De praecipius morborum mutationibus et conversionibus, tentamen medicum. Mequignon, Paris 1784 (Digitalisat).
  - Übersicht der vornehmsten Veränderungen und Umwandlungen der Krankheiten. Weygand, Leipzig 1785 (Digitalisat)

Als Herausgeber:
- Jean Astruc. Mémoires pour servir à l’histoire de la Faculté de Médecine de Montpellier. G. Cavelier, Paris 1767 (Digitalisat) In diesem Buch hat Lorry das umfangreiche Material, das Astruc über die medizinische Fakultät gesammelt hatte, ergänzt und eine Astruc-Biographie hinzugefügt.
- Sanctorii de medicina statica aphorismi. Paris 1770 (Digitalisat)